# Francs-tireurs

Francs-tireurs (zeitgenössische Bilderserie um 1870)

Als Francs-tireurs [fʁɑ̃tiʁœʁ] bzw. eingedeutscht „Franktireurs“ (französisch Frei-Schützen) wurden die während des Deutsch-Französischen Krieges 1870/71 aufgestellten französischen Freikorps bezeichnet. Auch während des Ersten und Zweiten Weltkriegs wurden französische und belgische Partisanen als Francs-tireurs bezeichnet.

## Deutsch-Französischer Krieg

Departements mit Schützengesellschaften genannt „Sociétés des Francs-tireurs“

Porträtaufnahme eines Franc-tireurs (um 1870)

Bereits zu der Zeit, als Marschall Niel die Reorganisation des französischen Heerwesens vorbereitete, bildeten sich in Frankreich Schützengesellschaften unter dem Namen „Sociétés des Francs-tireurs“, die sich mit den damals fortschrittlichsten Chassepotgewehren bewaffneten, regelmäßiges Schießtraining abhielten und ihre eigenen Offiziere wählten. Die Francs-tireurs bestanden neben den Linientruppen und der Mobilgarde  und sollten zur Führung des so genannten kleinen Krieges dienen.
Solche Gesellschaften bildeten sich in größerer Zahl in den Departements Aisne, Meurthe, Moselle, Vosges, Haut-Rhin und Bas-Rhin. Sie blieben jedoch gegen den Wunsch der Regierung völlig unabhängig und ohne Einbindung in die Armee.

„Überfall einer Feldpost durch Franctireurs“ (deutsche Darstellung, ca. 1871)

Nach der französischen Kriegserklärung an Preußen 1870 geriet die französische Armee unerwartet schnell in die Defensive. Während des Vormarsches der deutschen Truppen rief ein Dekret des Kaisers Napoléon III. die Francs-tireurs zu den Waffen. Offizielle Schätzungen sprachen von insgesamt etwa 57.600 mobilisierten Francs-tireurs, denen sich auch ausländische Abenteurer und Sympathisanten angeschlossen hatten. Unter den deutschen Soldaten wurden die Franc-tireurs zu einem Feindbild, da diese ohne Uniformen und oft aus Hinterhalten und mit Sabotageakten die deutschen Nachschublinien angriffen. Der Kampf um Bazeilles im Rahmen der Schlacht bei Sedan, an welchem sich auch französische Zivilisten beteiligt hatten, wurde zum Sinnbild der Kriegsführung der Franc-tireurs. Der deutsche Oberbefehlshaber Helmuth von Moltke legte fest, dass die Franc-tireurs nicht als Kombattanten zu behandeln, sondern standrechtlich zu erschießen seien. Später erweiterte er seine Befehle dahingehend, dass zur Vergeltung der Angriffe der Franc-tireurs gegebenenfalls ganze beteiligte Dörfer zu zerstören seien.

„Ein Bataillon Francs-tireurs marschiert durch Tours“ (Illustrated London News, 29. Oktober 1870)

Während der deutschen Besetzung Frankreichs setzte die Dritte Französische Republik diese Art der Kriegsführung fort. Als Léon Gambetta Mitte September 1870 zur allgemeinen Erhebung gegen die deutschen Truppen aufrief, nahm die Zahl der Francs-tireurs bedeutend zu und nötigte die Deutschen wiederum zur Entsendung stärkerer Abteilungen, wodurch die eigentliche Feldarmee bedeutend geschwächt wurde.
Im Krieg dürfen ausschließlich Angehörige des Sanitätsdienstes zum Schutz der Neutralität eine weiße Armbinde mit kleinem rotem Kreuz tragen (Genfer Konvention). Der arge Missbrauch, welcher namentlich im Deutsch/Französischem Krieg mit diesem Abzeichen getrieben worden ist, hat in allen Armeen strenge Maßnahmen gegen das unberechtigte Tragen desselben veranlasst.
Ein Regierungserlass des Kriegsministers vom 29. September unterstellte die Francs-tireurs seiner Befehlsgewalt und durch das Dekret vom 4. November 1870 wurden sie den Armeekorps oder den Territorialdivisionen zugewiesen. Die militärischen Erfolge der Francs-tireurs waren insgesamt überschaubar. So gelangen mehrfach Überfälle und Zerstörungen von Eisenbahneinrichtungen, wie am 22. Januar 1871 bei Fontenoy-sur-Moselle, wobei die Brücke über die Mosel gesprengt und die wichtige Bahnlinie für mehrere Wochen unterbrochen wurde.

## Erster Weltkrieg

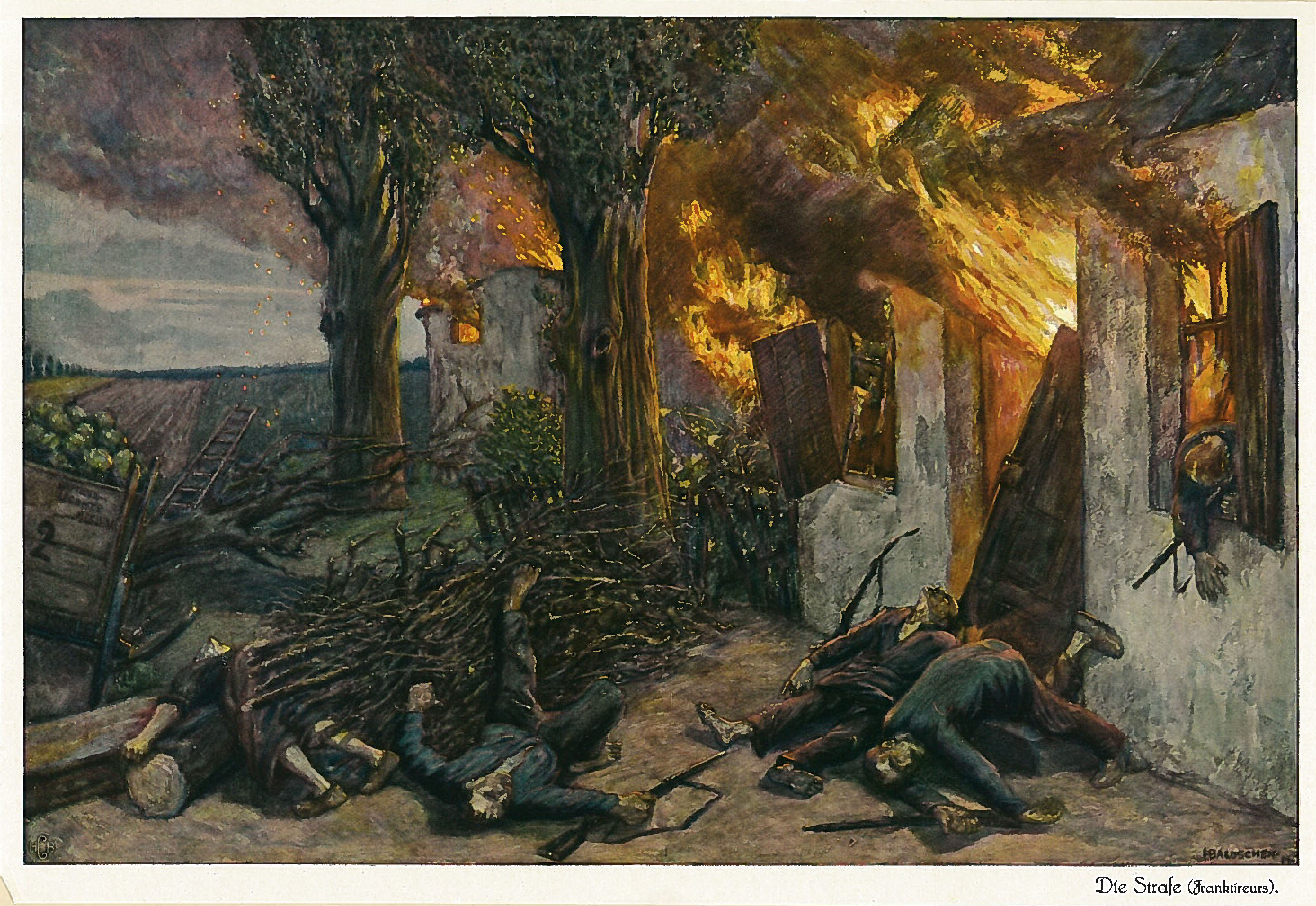
Vergeltungsmaßnahmen der Besatzungsmacht an der Zivilbevölkerung, Bild von Hans Baluschek

Während des deutschen Vormarsches durch Belgien 1914 wurden einheimische und französische Heckenschützen als Franktireurs bezeichnet. Häufig kam es dabei zu Missverständnissen; wurde irgendwo ein Schuss bemerkt, so suchten die Soldaten gleich panisch nach Schuldigen, oft wurden dabei unschuldige Zivilisten hingerichtet. Einer der schlimmsten Vorfälle dieser Art war das Massaker von Dinant am 23. August 1914. Ob eine größere Partisanentätigkeit in Belgien damals überhaupt vorhanden war, wird von Historikern heute kontrovers diskutiert.
Nach dem Krieg beschrieb der ehemalige Generalstabschef Erich Ludendorff die Probleme mit den Franc-tireurs aus seiner Sicht. In Meine Kriegserinnerungen, 1914–1918 rechtfertigte er das deutsche Vorgehen.

## Résistance
Während der deutschen Besetzung Frankreichs 1940–1944 gab es die Gruppen
- Franc-Tireur, die von Jean-Pierre Lévy geleitet wurde, und die
- Francs-tireurs et partisans, abgekürzt FTP,

die den bewaffneten Kampf gegen die deutsche Besatzungsmacht führten.